# لوتر ادلر
لوتر ادلر (انگلیسی: Luther Adler؛ ۴ مهٔ ۱۹۰۳ – ۸ دسامبر ۱۹۸۴) یک هنرپیشه اهل ایالات متحده آمریکا بود.
از فیلم‌ها یا برنامه‌های تلویزیونی که وی در آن نقش داشته است می‌توان به دی. او. ای، غیبت مالیس و سفر نفرین‌شده اشاره کرد.